# Leucochrysa (Nodita) surinamensis
Leucochrysa (Nodita) surinamensis is een insect uit de familie van de gaasvliegen (Chrysopidae), die tot de orde netvleugeligen (Neuroptera) behoort. 
Leucochrysa (Nodita) surinamensis is voor het eerst wetenschappelijk beschreven door Banks in 1944.